# Drive virtuale
In informatica un drive virtuale è un dispositivo che è riconosciuto dai sistemi operativi come un drive fisico ordinario, che attraverso l'uso di software definiti “emulatori di cd” legge dall'hardware delle immagini disco anziché dei veri e propri dischi ottici fisici.
Un drive virtuale può emulare ogni tipo di drive fisico, ad esempio fra i tanti un Hard disk drive (disco fisso), un lettore di nastri magnetici, una chiave USB, Floppy disk drive (lettore floppy), CD/DVD/BD/HD DVD o una risorsa condivisa. Un drive emulato è creato di solito anche all'interno della RAM (detto disco Ram) per un accesso più rapido di lettura/scrittura, o in un disco fisso. Usi tipici di drive virtuali includono il mount di immagini disco di CD e DVD, e il mount di dischi fissi virtuali per una crittografia in tempo-reale.
Alcuni sistemi operativi come Linux e macOS comprendono delle utility relative all'utilizzo di drive virtuali, mentre altri come Microsoft Windows richiedono software aggiuntivi.
I drive virtuali solitamente sono di-sola-lettura, vengono usati per il mount di immagini disco già esistenti che non sono modificabili dal drive. Esistono comunque software che comprendono drive CD/DVD virtuali che possono produrre nuove immagini disco; questo tipo di drive virtuali assume vari nomi, tra i quali "masterizzatori virtuali".

## Uso

### Backup
Le immagini disco possono essere create per evitare l'usura a causa dell'eccessivo utilizzo (in inglese wear-and-tear) dei dischi fisici, come CD o DVD, "montando" la loro immagine disco su un drive virtuale. Allo stesso modo, le immagini disco possono fungere da copia di backup dei dischi fisici, come soluzione nel caso in cui l'originale sia danneggiato, perso o rubato.

### Vantaggi
L'uso di immagini disco in un drive virtuale permette all'utente il trasferimento di dati tra le varie tecnologie, per esempio da un lettore CD a un disco fisso: la presenza di un'immagine disco rende superflua la presenza del CD da cui ha origine e quindi anche del drive CD fisico; l'immagine disco può essere quindi "montata" in un drive virtuale che risiede nel disco fisso. Questo può fornire vantaggi come velocità maggiore o rumore minore (un disco fisso è tipicamente quattro o cinque volte più veloce di un lettore ottico, e anche più silenzioso). Inoltre può ridurre il consumo di corrente elettrica, dal momento che permette a un solo dispositivo (un disco fisso) di essere usato al posto di due (disco fisso più lettore ottico).
Ulteriori vantaggi nell'uso di drive virtuali sono riscontrabili se si pensa alla grande diffusione che stanno avendo i mini-portatili: essi hanno peso e dimensioni limitati, possiedono solo le capacità essenziali di un computer portatile  ma sono notevolmente meno ingombranti e più leggeri; anche un utente meno esperto nota subito l'assenza di drive CD integrati e spesso questa mancanza rappresenta una carenza non irrilevante se il mini-portatile è destinato a un uso che va oltre il semplice svago. I drive virtuali sono la soluzione perfetta: evitano l'uso di un drive CD esterno e permettono la lettura di ogni immagine disco che si riesce a salvare all'interno del mini-portatile (ad esempio nel disco fisso o in una chiave USB collegata alla macchina).
Alcuni audiofili sostengono che i file audio lanciati dal disco fisso siano di qualità superiore agli stessi lanciati indirettamente da CD, dovuto al fatto che, per esempio, è presente un numero minore di errori nel trasferimento di dati.
I drive virtuali possono anche essere usati come una parte dell'emulazione di un'intera macchina (una macchina virtuale).

### Distribuzione software
Dopo la distribuzione su larga scala, immagini disco di CD e DVD divennero un elemento comune alle produzioni di Linux. Software applicativi per Mac OS X sono spesso consegnati online come immagini disco con l'estensione.dmg (detti anche Apple Disc Images) contenenti un file di sistema che include l'applicazione, la documentazione per l'applicazione e così via.
Le immagini disco possono anche essere usate per la distribuzione di software attraverso il network di una compagnia, o per favorire la portabilità: molte immagini CD/DVD possono essere salvate all'interno di un disco fisso. L'uso di immagini disco potrebbe anche essere necessario per trasferire software a macchine non dotate di un drive fisico compatibile (come per i mini-portatili sprovvisti di drive CD, vedi sopra), ed è in casi come questo che viene in aiuto l'utilizzo di un drive virtuale.

### Sicurezza
I software per la crittografia in tempo reale (in inglese on-the-fly encryption, da cui la sigla OTFE), come FreeOTFE e TrueCrypt, in cui una “immagine” criptata di un disco risiede nel PC, utilizzano frequentemente dischi fissi virtuali. Tale immagine criptata risulta molto sicura, poiché per essere letta richiede una password di accesso al file o di decifratura. Quando si inserisce la password l'immagine del disco viene “montata”, ed è resa disponibile con una nuova lettera di drive sul PC. I file scritti in questo drive virtuale vengono scritti nell'immagine criptata, e mai nel cleartext (che non è criptato).
La situazione tipo è questa: un'immagine criptata risiede sul drive virtuale in cui viene montata e i dati in essa contenuti sono criptati; l'utente che vuole accedere ai dati inserisce la password richiesta e i software OTFE decifreranno “porzioni” dell'immagine criptata che vengono ubicate nella RAM, dove restano decifrate per tutta la durata dell'utilizzo; questo equivale a dire che non sono criptate solo quando si trovano nella RAM. Nel momento in cui una nuova porzione di immagine viene decifrata, quella precedente viene cancellata e di essa resta solo la parte criptata nel file immagine di provenienza.
Le porzioni di immagine criptata che vengono decifrate essendo salvate solo in maniera temporanea nella RAM vengono perse in caso di riavvio o di eventuali spegnimenti accidentali (per esempio a causa di mancanza di corrente) della macchina, non pregiudicando quindi la riservatezza del file immagine criptato.
Il processo di creazione di un disco criptato contenente una tale immagine disponibile all'uso si chiama "mounting", il processo di rimozione si chiama "dismounting".

## Masterizzatore virtuale
Un masterizzatore CD virtuale è un dispositivo driver che emula un drive di scrittura CD/DVD. Ciò che fa un masterizzatore virtuale è di fatto l'opposto di quello che avviene normalmente nell'emulazione di CD: al posto di usare un'immagine .iso per simulare un CD pieno o masterizzato, esso crea un'immagine.iso (o potenzialmente un file simile o superiore, come un file .mp3) basata su file scritti in un dispositivo virtuale.
Quando l'informazione viene scritta sul drive usando programmi standard di scrittura immagini come Nero o iTunes, il masterizzatore virtuale crea un'immagine.iso che rappresenta il CD che dovrebbe, nel caso del masterizzatore fisico, essere creato fisicamente. L'immagine.iso può essere compressa in immagine .cso.
Un masterizzatore CD virtuale può essere usato da qualunque software di scrittura/masterizzazione CD, e crea un'immagine che può essere montata successivamente come un drive virtuale. Molti software di scrittura CD non prevedono l'esistenza o meno di un masterizzatore fisico collegato alla macchina, ma forniscono un'opzione all'interno del programma come “Crea un Disco Immagine” o “Nuovo File ISO”.
Fra i software con capacità di masterizzazione virtuale sono inclusi Virtual CD, Phantom Burner e Original CD Emulator, che permettono l'emulazione di CD-R, DVD-R e DVD-RW; anche Noteburner che è progettato per creare automaticamente file MP3 basati su un CD audio creato da un software musicale come, ad esempio, iTunes.